# René (voornaam)
René (vrouwelijke vorm: "Renée") is een christelijke voornaam.
De naam René komt uit het Frans en is afgeleid van het Latijnse 'Renatus' dat 'wedergeboren' betekent. Vermoedelijk wordt daarmee verwezen naar de doop, wat als teken geldt voor het (als het ware) opnieuw geboren zijn. De naam kan een vernoeming zijn van de heilige Renatus van Angers die zowel genoemd wordt als bisschop van Angers (Frankrijk) als Sorrento (Italië). De katholieke naamdag van René/Renatus is op 6 oktober.

De eerste vermelding van de naam in Nederland dateert uit 1667.

## Bekende naamdragers
- René van den Berg, Sportverslaggever
- René Cuperus, Nederlands publicist
- René Daniëls, Nederlands kunstschilder
- René De Clercq, Belgisch veldrijder
- René Descartes, Frans filosoof
- René Eijer, Nederlands voetballer en coach
- René Eijkelkamp, Nederlands voetballer
- René Eisner, Oostenrijks voetbalscheidsrechter
- René Felber, Zwitsers politicus
- René Froger, Nederlands zanger
- René van der Gijp, Nederlands voetballer
- René Girard, Frans voetballer en voetbalcoach
- René Goscinny, schrijver van Asterix
- Renée de Haan, Nederlandse zangeres
- René Hake, Nederlandse voetbalcoach
- René Henriksen, Deens voetballer
- René Jacobs, Vlaams musicus
- René van de Kerkhof, Nederlands voetballer
- René Klijn, Nederlands zanger
- René Kollo, Duits operazanger
- René van Kooten, Nederlands acteur
- René Krhin, Sloveens voetballer
- René Magritte, Belgisch surrealistisch kunstschilder
- René van Meurs, Nederlands cabaretier
- René Müller, Oost-Duits voetballer
- René Notten, Nederlandse voetballer
- René Peters, Luxemburgs voetballer
- René Peters, Nederlands politicus
- Rene Russo, Amerikaans filmactrice, producer en voormalig model
- Renée Sanders, Nederlands regisseur, radiomaker, schrijfster en journalist
- René Scheuer, Luxemburgs voetballer
- Renée Soutendijk, Nederlands actrice
- René Stam, Nederlands voetballer
- René van Vooren, pseudoniem van René Sleeswijk, Nederlands komiek
- René Valenzuela, Chileens voetballer
- Renée Zellweger, Amerikaans filmactrice